# Euchromia magna
Euchromia magna là một loài bướm đêm thuộc phân họ Arctiinae, họ Erebidae.